# Haplochromis latifasciatus
Haplochromis latifasciatus är en fiskart som beskrevs av Regan 1929. Haplochromis latifasciatus ingår i släktet Haplochromis och familjen Cichlidae. IUCN kategoriserar arten globalt som akut hotad. Inga underarter finns listade i Catalogue of Life.